# لمعين (قماش)
اللَمْعِيْن هو قماش خفيف الوزن مختلط الألياف شائع من منتصف القرن التاسع عشر إلى أوائل القرن العشرين. يمكن أن يكون اللمعين نسيج سادة أو مبرد منسوج بلحمة من الصوف أو المخير على سداة من الحرير أو القطن.
يتميز اللمعين بنهاياته اللامعة وهو معروف بخصائصه في التخلص من الغبار؛ كان متوفراً بألوان سادة أو مطبوعة، وكان يستخدم للفساتين والمعاطف والبطانات.